# Almost Unplugged
Almost Unplugged je album uživo švedskog heavy metal sastava Europe, snimljen u Stockholmu 26. siječnja 2008. DVD izdanje albuma je objavljeno 19. kolovoza 2009. Na koncertu, osim svojih hitova su svirali i hitove sastava Pink Floyd, UFO, Led Zeppelin i Thin Lizzy.

## Popis pjesama
1. "Got to Have Faith" (Tempest, Norum) – 4:15
2. "Forever Travelling" (Tempest, Michaeli) – 4:22
3. "Devil Sings the Blues" (Tempest, Michaeli) – 6:26
4. "Wish You Were Here" (Gilmour, Waters) – 4:36
5. "Dreamer" (Tempest) – 4:23
6. "Love to Love" (Mogg, Schenker) – 7:31
7. "The Final Countdown" (Tempest) – 5:46
8. "Yesterday's News" (Tempest, Marcello, Levén, Haugland, Michaeli) – 6:30
9. "Since I've Been Loving You" (Page, Plant, Jones) – 7:24
10. "Hero" (Tempest) – 4:26
11. "Suicide" (Phil Lynott) – 5:42
12. "Memories" (Tempest) – 5:51
13. "Superstitious" (Tempest) – 4:39
14. "Rock the Night" (Tempest)  – 5:51

## Izvođači
- Joey Tempest - vokal, akustična gitara
- John Norum - električna gitara, akustična gitara
- John Levén - bas-gitara, akustična gitara
- Mic Michaeli - klavijature, prateći vokal
- Ian Haugland - bubnjevi, prateći vokal